# Region Bukarest-Ilfov

Region București-Ilfov

Bukarest-Ilfov (rumänisch București – Ilfov) ist eine der acht Planungsregionen in Rumänien auf der Ebene NUTS 2. Wie andere Entwicklungsregionen hat sie keine Verwaltungsbefugnisse. Ihre Hauptaufgabe ist die Koordinierung regionaler Entwicklungsprojekte und die Verwaltung von EU-Mitteln.

## Geografie
Die Region besteht aus folgenden zwei Verwaltungseinheiten:
- Stadt Bukarest
- Kreis Ilfov

## Demografie
Die Einwohnerzahl lag im Jahr 2021 bei 2.322.961 Personen auf ca. 1.821 km². 96,9 % der Bevölkerung sind Rumänen, 0,3 % sind Ungarn, 2 % sind Roma und 1 % gehören anderen Ethnien an.

### Bevölkerungsentwicklung
| Jahr             | Einwohnerzahl |
| ---------------- | ------------- |
| 1977 (Zensus)    | 2.094.977     |
| 1992 (Zensus)    | 2.354.510     |
| 2002 (Zensus)    | 2.226.457     |
| 2011 (Zensus)    | 2.272.163     |
| 2021 (Schätzung) | 2.322.961     |

## Wirtschaft
Im Jahr 2019 lag das regionale Bruttoinlandsprodukt je Einwohner, ausgedrückt in Kaufkraftstandards, bei 168 % des Durchschnitts der EU-27. București-Ilfov bildet damit die mit Abstand wirtschaftsstärkste Planungsregion des Landes.